# ماريانسكي بوساد
ماريانسكي بوساد (بالروسية: Мариинский Посад) هي إحدى مدن روسيا في الكيان الفدرالي الروسي تشوفاشيا.